# 3-ヒドロキシプロピオン酸デヒドロゲナーゼ
3-ヒドロキシプロピオン酸デヒドロゲナーゼ（3-hydroxypropionate dehydrogenase）は、次の化学反応を触媒する酸化還元酵素である。
3-ヒドロキシプロパン酸 + NAD+ {\displaystyle \rightleftharpoons } 3-オキソプロパン酸 + NADH + H+
反応式の通り、この酵素の基質は3-ヒドロキシプロパン酸とNAD+、生成物は3-オキソプロパン酸とNADHとH+である。
組織名は3-hydroxypropanoate:NAD+ oxidoreductaseである。